# Seven Festival
Seven Festival – polski rockowy festiwal muzyczny, który odbywał się co roku w lipcu w Węgorzewie na Mazurach.

## Charakterystyka
Oprócz polskich zespołów, zapraszane były także grupy zagraniczne m.in.: w 2005 roku byli to The Stranglers, w 2006 – Soulfly, w 2007 Dog Eat Dog i Anathema, w 2008 – Funeral for a Friend, w 2009 – Biohazard i Paradise Lost.
Festiwal odbywał się z drobnymi przerwami od 1991 roku i w trakcie swej historii wielokrotnie zmieniał nazwę. Początkowo (1991) nosił nazwę „Otwarty Przegląd Wojskowych Zespołów Rockowych”, od 1993 roku był to „Festiwal Rockowy Węgorzewo”, od 1995 roku znany był jako „Prince Rocks Poland”, a w 1999 roku zmienił nazwę na „EB Rock Festiwal”. W roku 2002 festiwal powrócił do nazwy „Festiwal Rockowy Węgorzewo”, zaś od 2005 nosił nazwę „Union of Rock”. W roku 2008 festiwal kolejny raz zmienił nazwę na „EKO Union of Rock Festival”, co ma podkreślić ekologiczny charakter miejsca, w którym festiwal się odbywa. W 2010 roku festiwal został zorganizowany pod nazwą „Seven Festival Music & More”. Wystąpiły m.in. Coma, Closterkeller, Hunter, Hey, Lipali, Vader oraz gwiazdy z zagranicy – Lacrimosa, Sepultura i The Legendary Pink Dots. Seven w nazwie to m.in. nawiązanie do siedmiu jezior w kompleksie Jeziora Mamry oraz siedmiu cudów natury, o którego miano ubiegało się Pojezierze Mazurskie.
W 2011 roku Seven Festival odbył się w dniach 7-10 lipca. Wystąpiły m.in. Samael, Moonspell, Pro-Pain, Touchstone, Strachy na Lachy, Kult i kilkanaście innych zespołów. Edycja 2012 to przede wszystkim koncert Dżemu, New Model Army oraz szwedzkiej Katatonii. Po raz kolejny na festiwalu aktywny był sektor NGO – WWF, Aeris Futuro, Amnesty International oraz Dolnośląskie Stowarzyszenie Profilaktyczne Return. Laureatem konkursu została grupa God’s Gotta Boyfriend. Nagrodę publiczności otrzymała białoruska Zatoczka.
W dniach 12-14 lipca 2013, odbyła się kolejna, tym razem jubileuszowa, bo XX edycja Seven Festival. Wystąpiła między innymi Coma, której towarzyszyła Orkiestra Symfoników Gdańskich. Było to największe wydarzenie XX edycji festiwalu, które zgromadziło też największą publiczność podczas 4 dni imprezy. Poza tym wystąpiły takie grupy jak Riverside, Anti Tank Nun, Flapjack, Closterkeller (jubileuszowy koncert z okazji 25-lecia zespołu), Tiamat, Hunter, Illusion, My Dying Bride, Dark Tranquillity, TSA oraz Korpiklaani.
XXI edycja festiwalu, która miała odbyć się 10-13 lipca 2014, została odwołana przez organizatorów festiwalu niecałe dwa tygodnie przed terminem. Kolejna edycja również została odwołana, i tym samym festiwal zakończył swoją działalność.

## Laureaci festiwalu
- 1991 – Winsome Jester z Leźnicy Wielkiej;
- 1992 – Fantastig Bolzig z Węgorzewa – lipiec, Medium z Olsztyna – sierpień;
- 1993 – Wolna Europa z Opola;
- 1994 – Sweet Noise ze Swarzędza;
- 1995 – Testor z Warszawy;
- 1996 – Los Vaticaneros z Olsztyna;
- 1997 – Fluid Film ze Szczecina;
- 1999 – Peaceful Cooperation z Elbląga;
- 2002 – Contra z Grodkowa;
- 2003 – Kombajn do Zbierania Kur po Wioskach ze Świebodzina;
- 2004 – Coma z Łodzi;
- 2005 – Kookaburra z Olsztyna;
- 2006 – Pawilon z Trójmiasta;
- 2007 – Radio Bagdad z Gdańska;
- 2008 – Saluminesia z Sopotu;
- 2009 – Transsexdisco z Olsztyna; Blakfish (Wlk. Brytania)
- 2010 – Skvorcy Stiepanowa z Sankt Petersburga
- 2011 – Freaks On Floor z Kowno – Litwa
- 2012 – God’s Gotta Boyfriend z Tarnowskie Góry
- 2013 – The October Leaves z Rybnika;